# Аеродром Алгеро
Аеродром Алгеро „Ривијера дел Корало” (итал. Aeroporto di Alghero - Riviera del Corallo) је међународни аеродром који се налази код истоименог града Алгера на северозападу Сардиније, великог италијанског острва. Аеродром је од града удаљен 8 километара северно. Овај аеродром је и најближи Сасарију, другом по величини граду Сардиније. Аеродром је незванично познат и као Фертиља по оближњем селу. 
Са аеродромима у Каљарију и Олбији аеродром у Алгеру чини три важне међународне ваздушне луке на острву. 2023. године кроз њега је прошло преко 1,5 милиона путника. Највећи број путника су туристи који посећују околна летовалишта на Средоземном мору током лета, док ван сезоне лети пар линија ка већим градовима Италије. 